# 1968年夏季奥林匹克运动会多米尼加代表团
1968年夏季奥林匹克运动会多米尼加代表团是多米尼加派出的1968年夏季奥林匹克运动会代表团。